# Tracie Savage
Tracie Savage (Ann Arbor, 7 de novembro de 1962) é uma atriz, jornalista e professora universitária norte-americana. Como atriz, participou de vários filmes e programas televisivos. Sua incursão no jornalismo inclui passagens por diversas emissoras de televisão e rádio, recebendo dois prêmios Emmy ao longo de sua carreira.

## Biografia

### Primeiros anos e educação
Savage é filha de Judy e George Savage, proprietário de uma agência de publicidade. Nascida em uma família bastante envolvida com a indústria do entretenimento, aos dois anos ela apareceu em seu primeiro comercial. Aos sete, mudou-se com a família para o Vale de San Fernando, Los Angeles, onde sua mãe tornou-se agente de talentos para apoiá-la na carreira de atriz. De 1974 a 1975, Tracie trabalhou na telessérie Little House on the Prairie, da NBC. Seu teste inicial foi para interpretar Laura, personagem inspirada em Laura Ingalls Wilder, autora dos livros nos quais a série é baseada; contudo, Tracie ficou com o papel de Christy Kennedy, amiga de Laura.
Ela relatou que recebeu boa parte de sua educação básica por meio de aulas particulares no próprio local de filmagem de Little House on the Prairie, juntamente com as outras crianças que faziam parte do elenco do programa. Após concluir o ensino secundário na Granada Hills High School, Savage frequentou a Universidade da Califórnia em Los Angeles. Dois anos depois, transferiu-se para a Universidade de Michigan, pela qual graduou-se bacharel em Comunicação e Relações Públicas.

### Entretenimento e jornalismo
Além de Little House on the Prairie, Savage também apareceu em programas televisivos como Happy Days, Marcus Welby, M.D., My Three Sons, General Hospital e o telefilme The Legend of Lizzie Borden (1975), no qual interpretou a jovem Lizzie Borden. Entre seus papéis no cinema está a personagem Debbie no longa-metragem de terror Friday the 13th Part III (1982). Após sua participação nesse filme, Savage decidiu abandonar a atuação para se dedicar ao jornalismo.
Savage iniciou sua carreira como repórter e âncora em 1985, primeiramente na WEYI-TV em Flint, Michigan, depois na WHIO-TV em Dayton, Ohio, de 1986 a 1991. Após mudar-se em 1991 para Los Angeles, Califórnia, ela trabalhou na KCAL-TV. A partir de março de 1994, trabalhou como repórter e âncora da KNBC em Los Angeles, durante sete anos. A partir de setembro de 2001, tornou-se âncora da KFWB, uma rádio de notícias em Los Angeles. Ao longo dos anos, cobriu eventos como os atentados terroristas de Oklahoma City e do Parque Olímpico de Atlanta, a eleição presidencial de Barack Obama e a morte de Michael Jackson. Na área de esportes, ela produziu e apresentou por cinco anos na KFWB um programa especial para o Los Angeles Dodgers que era emitido antes da transmissão das partidas da equipe.
Um dos destaques da carreira jornalística de Savage foi sua cobertura do julgamento de O. J. Simpson, durante o qual foi convocada como testemunha para revelar suas fontes confidenciais. Ameaçada de prisão pelo juiz do caso, ela invocou seus direitos como jornalista para usar uma lei específica de proteção à fonte de sua história. Em 2002, Savage voltou a atuar, aparecendo em episódios de séries como First Monday e 8 Simple Rules. Retornou ao gênero terror no curta-metragem Loretta (2005) e participou de documentários e fan films relacionados à franquia Friday the 13th. A partir de 2010, começou a trabalhar como professora adjunta no Pierce College em Woodland Hills, Califórnia, sendo contratada em 2015 como docente em tempo integral; ela passou a lecionar jornalismo no departamento de multimídia da instituição.

### Reconhecimento
Savage foi premiada duas vezes com o Emmy regional de Los Angeles, a primeira em 1993 por seu trabalho como repórter no mini-documentário Chopper Cops, produzido pela KCAL-TV, e a segunda em 1995 por sua cobertura do julgamento de O. J. Simpson. Ela também foi reconhecida com o prêmio jornalístico Golden Mike em 1996 pela cobertura do atentado ao Parque Olímpico de Atalnta, e em 2003 por "melhor reportagem esportiva" e "melhor cobertura ao vivo de um evento de notícias". Como resultado de seu trabalho no caso Simpson e sua recusa em revelar as fontes, Savage foi homenageada com o Prêmio Bill Farr pela Associação de Correspondentes de Combate do Corpo de Fuzileiros Navais dos Estados Unidos em reconhecimento à "integridade jornalística profissional". Ela ficou em primeiro lugar no concurso Best of the West por sua reportagem "Gotta Get Out". Em 1998, ganhou o prêmio Cleveland Press Club por sua reportagem especial "Sherwin Williams Fire".

### Vida pessoal
Tracie tem dois irmãos: Mark Savage, que é dramaturgo e diretor teatral, e Brad Savage, que também seguiu carreira na atuação. Ela foi casada com Michael Booras, com quem teve um filho, Michael Tate Booras, nascido em 25 de janeiro de 2005.

## Filmografia

### Cinema
| Ano  | Título                                                         | Papel                     | Notas                          | Ref.   |
| ---- | -------------------------------------------------------------- | ------------------------- | ------------------------------ | ------ |
| 1974 | Terror on the 40th Floor                                       | Cathy Pierson             |                                | [ 1 ]  |
| 1981 | The Devil and Max Devlin                                       | Pammy                     |                                | [ 18 ] |
| 1982 | Friday the 13th Part III                                       | Debbie                    |                                | [ 9 ]  |
| 2005 | Loretta                                                        | Loretta                   | Curta-metragem                 | [ 15 ] |
| 2013 | Crystal Lake Memories: The Complete History of Friday the 13th | Ela mesma                 | Documentário em vídeo          | [ 16 ] |
| 2014 | The Bone Garden                                                | Alice Hardy               |                                | [ 1 ]  |
| 2017 | Friday the 13th Part 3: The Memoriam Documentary               | Ela mesma                 | Documentário de curta-metragem | [ 1 ]  |
| 2020 | The Murder of Nicole Brown Simpson                             | Apresentadora de notícias |                                | [ 16 ] |
| 2020 | Never Hike Alone: The Ghost Cut                                | Ela mesma / Repórter      | Diretamente em vídeo           | [ 16 ] |
| 2021 | 13 Fanboy                                                      | Tracie Savage             | Versão fictícia de si mesma    | [ 16 ] |

### Televisão
| Ano     | Título                      | Papel                           | Notas                                       | Ref.   |
| ------- | --------------------------- | ------------------------------- | ------------------------------------------- | ------ |
| 1970    | Mod Squad                   | Donna                           | 1 episódio                                  | [ 1 ]  |
| 1970    | Love, American Style        | Garotinha                       | Episódio: "Love and the Safely Married Man" | [ 14 ] |
| 1971    | My Three Sons               | Karen / Priscilla Webber        | 2 episódios                                 | [ 14 ] |
| 1974    | Marcus Welby, M.D.          | Casey Sellers / Judy Rollins    | 2 episódios                                 | [ 14 ] |
| 1974    | Adam-12                     | Primeira vítima                 | Episódio: "Lady Beware"                     | [ 19 ] |
| 1974    | Hurricane                   | Liz Damon                       | Telefilme                                   | [ 20 ] |
| 1974-75 | Little House on the Prairie | Christy Kennedy                 | Papel recorrente                            | [ 21 ] |
| 1975    | The Legend of Lizzie Borden | Jovem Lizzie                    | Telefilme                                   | [ 1 ]  |
| 1975    | Friendly Persuasion         | Mattie                          | Telefilme; TA: Except for Me and Thee       | [ 1 ]  |
| 1975    | Three for the Road          | Donna McCrea                    | Episódios: "The Fugitives"                  | [ 14 ] |
| 1976    | Once an Eagle               | Peggy Damon                     | Minissérie                                  | [ 14 ] |
| 1976-77 | Family                      | Nadadora / Wendy Spears / Sandy | 3 episódios                                 | [ 14 ] |
| 1978    | Eight Is Enough             | Janet                           | Episódio: "Dear Miss Dinah"                 | [ 21 ] |
| 1981    | Happy Days                  | Marilyn                         | Episódio: "Just a Piccalo"                  | [ 14 ] |
| 1982    | Here's Boomer               | Sunny                           | Episódio: "Flatfoots"                       | [ 22 ] |
| 2002    | First Monday                | Kathy Sundberg                  | Episódio: "Family Affairs"                  | [ 14 ] |
| 2003    | 8 Simple Rules              | Repórter da TV                  | Episódio: "Good Moms Gone Wild"             | [ 21 ] |
| 2008    | Monk                        | Apresentadora de notícias       | Episódio: "Mr. Monk Gets Lotto Fever"       | [ 23 ] |
| 2016    | The Crooked Man             | Repórter                        | Telefilme                                   | [ 16 ] |